# Institute for Housing and Urban Development Studies (IHS)

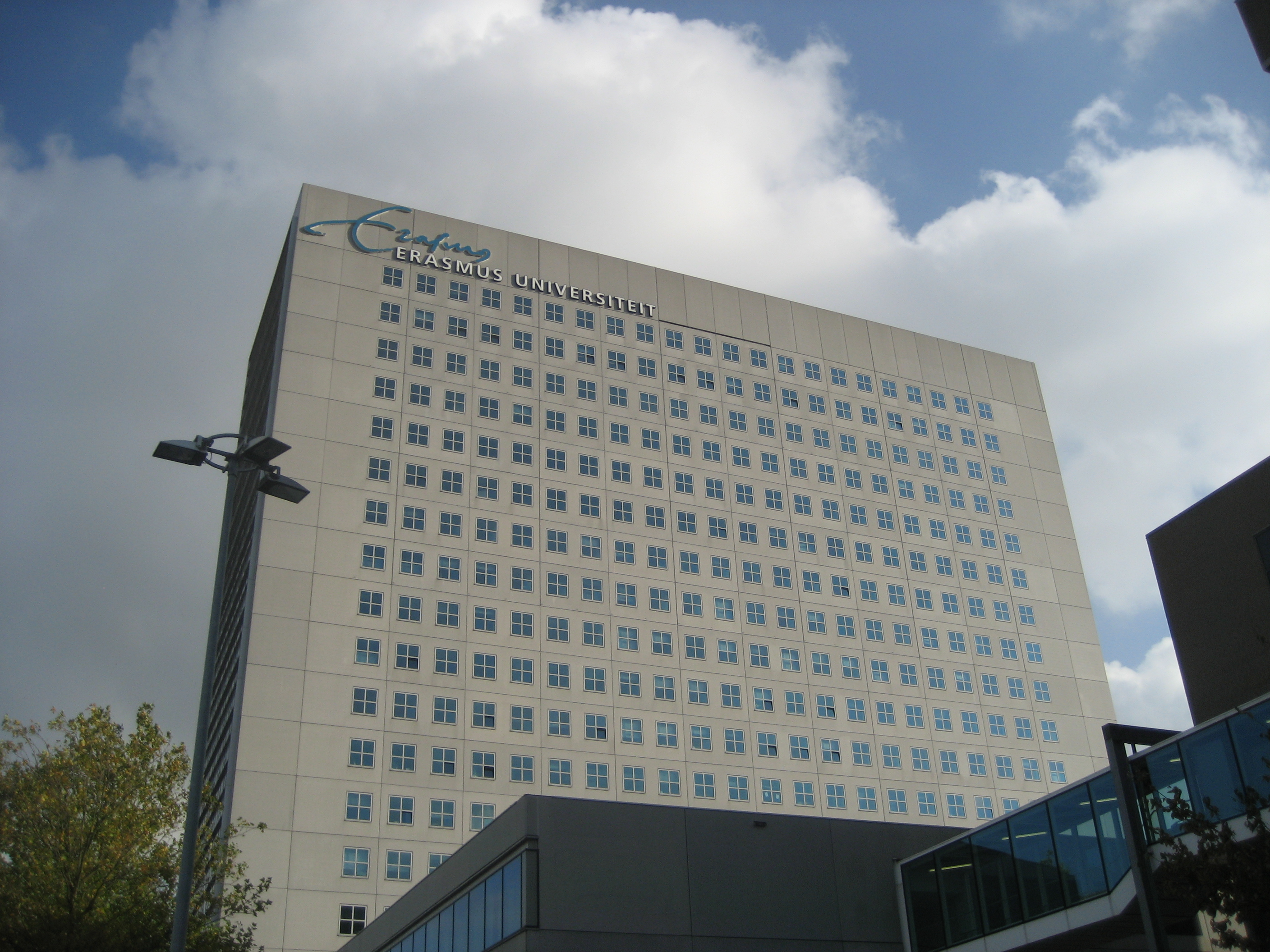
IHS (Erasmus Universiteit Rotterdam)

Het Institute for Housing and Urban Development Studies (IHS) is het internationale instituut voor stedenbouwkunde en stedelijke ontwikkeling en stadsvernieuwing van de Erasmus Universiteit Rotterdam, gevestigd in Nederland. Het IHS is opgericht in 1958 en biedt internationaal post-doctoraal onderwijs, training, adviesdiensten en toegepast onderzoek op het gebied van stedenbouwkunde en planologie.
Zowel docenten als cursusdeelnemers bij het IHS komen uit verschillende landen. Het IHS heeft daarom van oudsher Engels als voertaal. Ook in het Nederlands worden de Engelse naam en afkorting gebruikt.

## Historie
Het instituut is opgericht in 1958 als een van de zes internationale hoger onderwijsinstellingen in Nederland. Andere zijn het International Institute of Social Studies, het International Institute for Geo-Information Science and Earth Observation en het IHE Delft Institute for Water Education, Institute for Water Education. In 2004 werd het IHS een onafhankelijk onderwijscentrum van de Erasmus Universiteit Rotterdam als onderdeel van de Faculteit Sociale Wetenschappen (FSW) en de Erasmus School of Economics (ESE). In het academisch jaar 2012/2013 werd het 55-jarig bestaan van het IHS gevierd. De huidige directeur is Kees van Rooijen.
Bij de oprichting van het IHS was het instituut bekend onder de naam Bouwcentrum en later als Bouwcentrum International Education (BIE). Het was gehuisvest in het markante 'ronde gebouw' in de binnenstad van Rotterdam. Tegenwoordig bevindt het IHS zich op de campus Woudestein van de Erasmus Universiteit Rotterdam.

## Bekende alumni en docenten van het IHS
- Tri Rismaharini (op Engelse en Bahasa Indonesia Wikipedia), de eerste vrouwelijke burgemeester van Soerabaja, Indonesië